# Länsväg 137

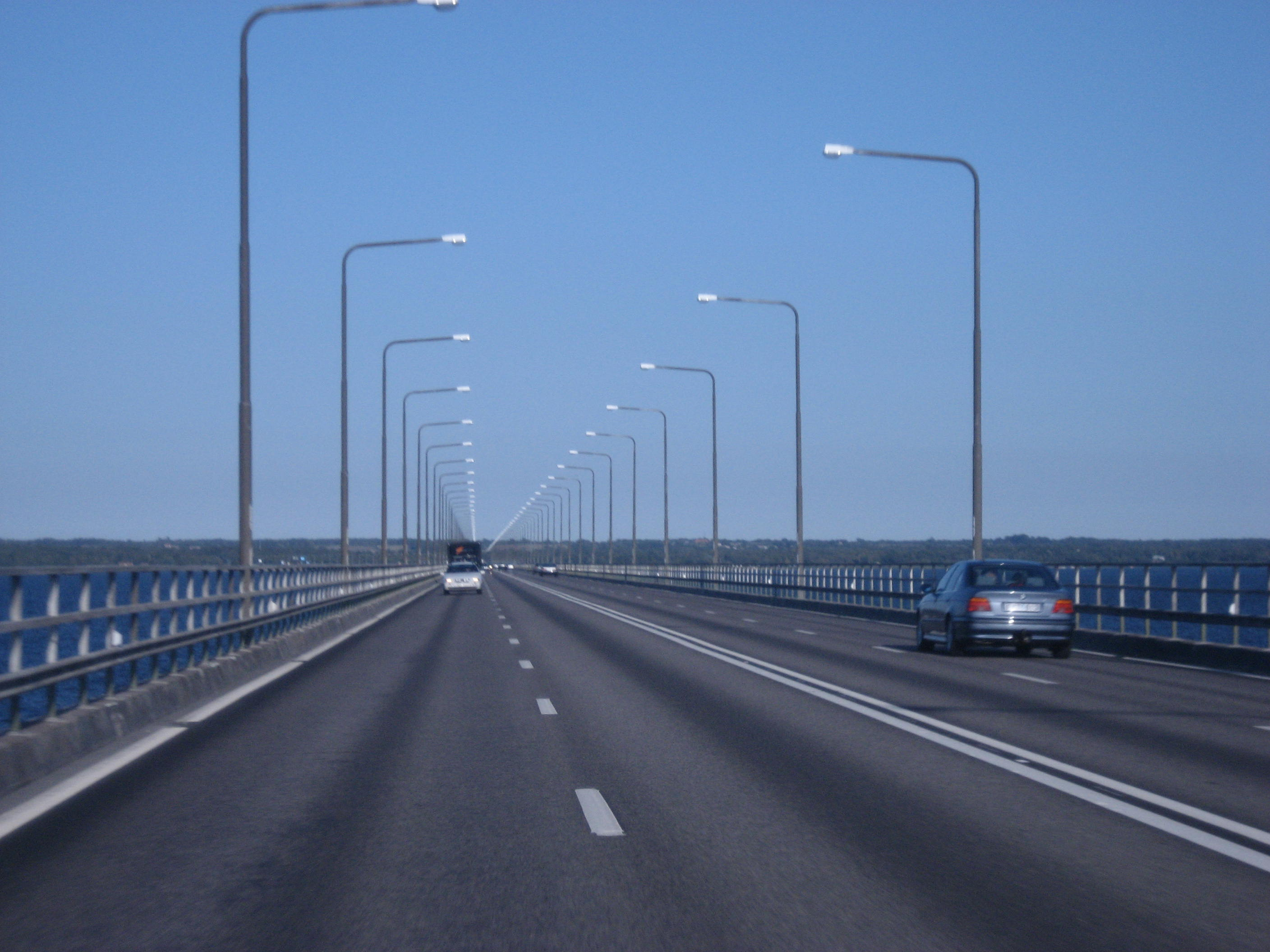
Ölandsbron

Länsväg 137 - Ölandsleden är en länsväg mellan Kalmar och Färjestaden på Öland. 
Länsväg 137 börjar i Kalmar vid E22 och går över Kalmarsund på Ölandsbron. Den möter länsväg 136 strax norr om Färjestaden på Öland. Vägen är 12 km lång och byggdes 1968−1972 i samband med bygget av Ölandsbron. Den skyltas Öland österut och Kalmar västerut.
Vägen är 13 meter bred och var från början utformad som en extra bred landsväg med breda vägrenar. På grund av den trafikökning som skett sedan Ölandsbrons tillkomst med ett snitt på 16 000 fordon/dygn (sommartid har toppvärden på 30 000 fordon/dygn noterats) har vägrenarna omvandlats till ett extra körfält i vardera riktningen. Dessa körfält försvinner vid avfarterna på grund av den smala bredden. 30 000 fordon/dygn skulle inte få plats på en vanlig landsväg, åtminstone inte om trafiken är så hård bara i en av riktningarna åt gången, som det brukar vara här.
Vägen är en planskild 2+2 väg utan avskiljande räcken från trafikplatsen Tallhagen till trafikplats Färjestaden. Mellan E22 och Tallhagen finns vägrenarna kvar. Från trafikplatsen Färjestaden till trafikplatsen Algutsrum är vägen en planskild 2+1-väg med mitträcke, två körfält finns bara när man åker österut.

## Trafikplatser
|  | Nr       | Namn                    | Skyltning                      |
|  | -------- | ----------------------- | ------------------------------ |
|  | motorväg | Trafikplats Ölandsleden | Malmö, Norrköping; IKEA        |
|  |          | Trafikplats Tallhagen   | Centrum                        |
|  |          | Trafikplats Svinö       | Svinö rastplats                |
|  |          | Ölandsbron              | Över Kalmarsund, 6 072 m längd |
|  |          | Trafikplats Färjestaden | Färjestaden, Saxnäs            |
|  |          | Trafikplats Algutsrum   | Mörbylånga Ottenby             |